# Vanessa Popa Teiușanu
Vanessa Ioana Georgiana Popa Teiușanu (* 5. Januar 2004) ist eine rumänische Tennisspielerin.

## Karriere
Popa Teiușanu spielt überwiegend auf der ITF Women’s World Tennis Tour, wo sie bislang vier Titel im Doppel gewinnen konnte.
Im August 2021 erhielt sie eine Wildcard für die Qualifikation zu den Winners Open 2021, einem Turnier der WTA Tour. Sie besiegte in der ersten Runde Jessica Pieri mit 7:64 und 7:5, bevor sie in der Qualifikationsrunde gegen Jana Fett mit 4:6 und 1:6 verlor.

## Turniersiege

### Doppel
| Nr. | Datum          | Turnier  | Kategorie | Belag     | Partnerin         | Finalgegnerinnen                                | Ergebnis          |
| --- | -------------- | -------- | --------- | --------- | ----------------- | ----------------------------------------------- | ----------------- |
| 1.  | 22. Juli 2023  | Monastir | ITF W15   | Hartplatz | Ioana Zvonaru     | Ella Simmons Belle Thompson                     | 6:2, 6:3          |
| 2.  | 12. April 2025 | Antalya  | ITF W15   | Sand      | Defne Çırpanlı    | Tessa Brockmann Phillippa Preugschat            | 7:5, 6:2          |
| 3.  | 7. Juni 2025   | Focșani  | ITF W15   | Sand      | Cara Maria Meșter | Alexandra Irina Anghel Patricia Georgiana Goina | 6:3, 6:4          |
| 4.  | 28. Juni 2025  | Galați   | ITF W15   | Sand      | Cara Maria Meșter | Ilinca Sagmar Cristiana Nicoleta Todoni         | 7:60, 2:6, [10:6] |